# De falangisten van de zwarte orde

De falangisten van de zwarte orde is een stripalbum van striptekenaar Enki Bilal en scenarist Pierre Christin. Het album maakt deel uit van de reeks "Er was eens een voorbijganger", welke in 1979 voor het eerst verscheen bij uitgeverij Dargaud met harde kaft. Pas in 1991 verscheen er een softcover editie op de markt. De hardcovers werden herdrukt 2000 en 2010. 

## Verhaal
In dit vierde deel van reeks is het sprookjeselement zoals deze in de voorgaande delen een belangrijke rol speelt, nagenoeg verdwenen.  Datzelfde geldt ook voor de zonderlinge voorbijganger die nog maar een kleine rol in het verhaal vervult. De falangisten van de zwarte orde is in dat opzicht een zeer realistisch verhaal waarin stelling wordt genomen tegen sociale en maatschappelijke misstanden. 
In dit deel herleven oude tijden als Europa geplaagd wordt door een reeks aanslagen en terreurdaden, waarvan de daders bejaarde Falangisten zijn afkomstig uit Spanje. Zij worden op hun beurt achtervolgd door bejaarde communisten, anarchisten en socialisten, die ondanks hun leeftijd nog net zo strijdbaar zijn als tijdens de Spaanse Burgeroorlog toen zij verenigd in de Internationale Brigade tegen de Spaanse fascisten vochten.